# ドゥシャン法典
ドゥシャン法典（ドゥシャンほうてん、Душанов законик）は、14世紀にセルビア王ステファン・ウロシュ4世ドゥシャンが制定した法典。

## 概要
1349年に招集された会議（サボル）において発布された（1353年または54年に増補版が発布された）。教会の地位、貴族や隷属民の権利と義務、刑法などを含む全201条によって構成されており、セルビアの慣習法と、ビザンツ帝国の成文法であるローマ法を融合させたものであった。この法典を通じて貴族の封建的な土地支配が認められたため、封建貴族と王との関係が強化された。